# Next Generation ATP Finals 2023
Турнир впервые был проведен Джидде, пять предыдущих розыгрышей проводились в Милане.
Действующий чемпион турнира американец Брэндон Наксима, не мог защитить свой титул из-за возраста.
Иорданскому теннисисту Абедалле Шелбайху был предоставлен уайлд-кард.

## Посев
1. Артюр Фис
2. Люка Ван Аш
3. Доминик Штрикер
4. Алекс Микельсен (группа)
5. Флавио Коболли (группа)
6. Хамад Медьедович
7. Лука Нарди (группа)
8. Абедалла Шелбайх (группа)

## Запасные
| 1. Лучано Дардери 2. Артюр Казо |